# Rectie
Rectie is een in de taalkundige morfologie en grammatica gangbaar begrip waarmee wordt gedoeld op het verschijnsel dat een bepaald woord in de zin door middel van verbuiging bepaalde kenmerken uitdrukt van een ander woord in dezelfde zin, die door dit laatste woord als het ware aan het woord dat rectie vertoont worden opgelegd. Men spreekt dan ook wel van het "casus toekennen". Rectie speelt met name een belangrijke rol in talen met veel naamvallen.
Het woord dat de rectie aan het andere woord "oplegt", ook wel de "regens" genoemd, is vaak een werkwoord of voorzetsel en dit woord verandert zelf niet mee. Het woord dat de uiterlijke kenmerken van de rectie vertoont is in veel gevallen een naamwoord. De opgelegde rectie kan in meerdere woorden van dezelfde zin tot uiting komen.

## Voorbeelden
Het Duits, en Slavische talen zoals het Pools en het Russisch, zijn voorbeelden van levende talen, waarin rectie een belangrijke rol speelt, onder meer bij voorzetsels, die worden gecombineerd met in het Russisch de instrumentalis of de prepositionalis, in het Pools meestal de locatief, in het Duits de tweede of derde naamval, of, in alle drie deze talen, de vierde naamval. Men zegt ook wel dat het voorzetsel een van deze naamvallen regeert. Een voorzetsel kan, in verschillende situaties, verschillende naamvallen regeren.
Voorbeelden hiervan:
- Russisch v, in: in het geval van een richting: met de accusatief; in het geval van een locatie, plaats: met de prepositionalis
- Russisch: za, achter: in het geval van een richting: met de accusatief; in het geval van een locatie, plaats: met de instrumentalis
- Pools: o en na[1] (verschillende betekenissen): in het geval van een richting: met de accusatief; in het geval van een locatie, plaats: met de locatief
- Duits: an, auf, hinter, neben, in, über, unter, vor, zwischen, in het geval van een richting: met de accusatief; in het geval van een locatie, plaats: met de datief

Behalve bij het zelfstandig naamwoord treedt de rectie ook op bij het lidwoord en overige naamwoorden die zich richten naar het betreffende zelfstandig naamwoord (zoals het bijvoeglijk en bezittelijk voornaamwoord), de zogeheten dependenten.
Sporen van rectie in het Nederlands zijn nog aanwezig in versteende uitdrukkingen als: van goeden huize (datief). Zie: Voorzetsel.
Bij werkwoordelijke rectie spreekt men in dit verband van argumenten, ter aanduiding van de zinsdelen waarbij de rectie optreedt. Werkwoordelijke rectie treedt o.a. nog op in het moderne Duits, waar enkele werkwoorden, in afwijking van hun Nederlandse equivalenten, de datief regeren:
- begegnen (ontmoeten): Ich bin meiner Schwiegermutter begegnet (Ik heb mijn schoonmoeder ontmoet)
- helfen (helpen): Hilf mir! (Help mij!)
- danken : Ich danke Ihnen sehr. (Ik dank u zeer).

Het werkwoord sich erbarmen, Nederlands: zich ontfermen (over), medelijden hebben met, regeerde de genitief; in ouderwets taalgebruik, zoals in gebedsteksten, is dat nog wel het geval: Herr, erbarme dich meiner! (Heere, erbarm/ontferm U mijner) = Heer, heb medelijden met mij!

## Samenhangende begrippen
Aan rectie verwante begrippen zijn taalkundige flexie en (inherente) congruentie. Dit laatste wordt samen met rectie wel onder de noemer "contextuele flexie" gebracht, in tegenstelling tot de "inherente" flexie die eigen is aan het verbogen woord zelf (een willekeurig voorbeeld van dit laatste zijn meervoudsvormen). In de praktijk bestaat er tussen inherente en contextuele flexie echter geen scherpe grens.